# Toma de Kreuznach
La toma de Kreuznach por el ejército español de Flandes se produjo el 9 de septiembre de 1620 durante la fase palatina de la guerra de los Treinta Años cuando dos tercios, uno valón y otro borgoñón, al mando del maestre de campo don Carlos Coloma, apoyados por varias piezas de artillería y 300 caballos, asaltaron la ciudad y obtuvieron la rendición de su guarnición, que actuó con indecisión ante el asalto español y fue posteriormente liberada bajo la promesa de no volver a combatir contra el Sacro Imperio Romano.

## Antecedentes
La Guerra de los Treinta Años dio comienzo en 1618 con la revuelta bohemia, cuando las autoridades de este reino ofrecieron su trono al protestante Federico V del Palatinado, que aceptó, iniciándose así un conflicto entre la Unión Protestante que lideraba Federico y la Casa de Habsburgo, que ostentaba la corona bohemia. Dos años después del estallido de la guerra la situación aparentemente se había estancado, pero en realidad los Habsburgo habían logrado aislar políticamente a Federico V gracias a sus maniobras diplomáticas, entre cuyos éxitos destacaba la entrada de España en el conflicto.

### Invasión del Palatinado
En virtud de lo acordado con el Emperador, en agosto de 1620, Ambrosio Spínola, comandante del ejército español de Flandes, cruzó el Rin al frente de un ejército de 22.000 hombres e invadió el Bajo Palatinado dirigiéndose a Fráncfort. Los ejércitos protestantes socorrieron la ciudad, de modo que el general genovés se retiró y volvió a cruzar el Rin en Maguncia. Dado que el Elector Palatino no había iniciado todavía hostilidades militares contra la Monarquía Hispánica, Spínola decidió proceder a ocupar, pacíficamente siempre que fuera posible, las principales poblaciones de su estado.
El 8 de septiembre el marqués marchó con su ejército frente a les fuerzas palatinas no lejos de Oppenheim y se acuarteló a menos de una legua de las fuerzas de Federico V. A medianoche ordenó al maestre de campo don Carlos Coloma, gobernador y castellano de Cambrai, tomar la villa de Kreuznach, de cierta importancia y que poseía un puente sobre el Rin protegido por murallas a ambos lados del río y un castillo. Para ello Spínola le dio el mando de dos tercios de infantería, uno valón y otro borgoñón, que sumaban cerca de 5.000 soldados, y 300 hombres a caballo.

## Asalto

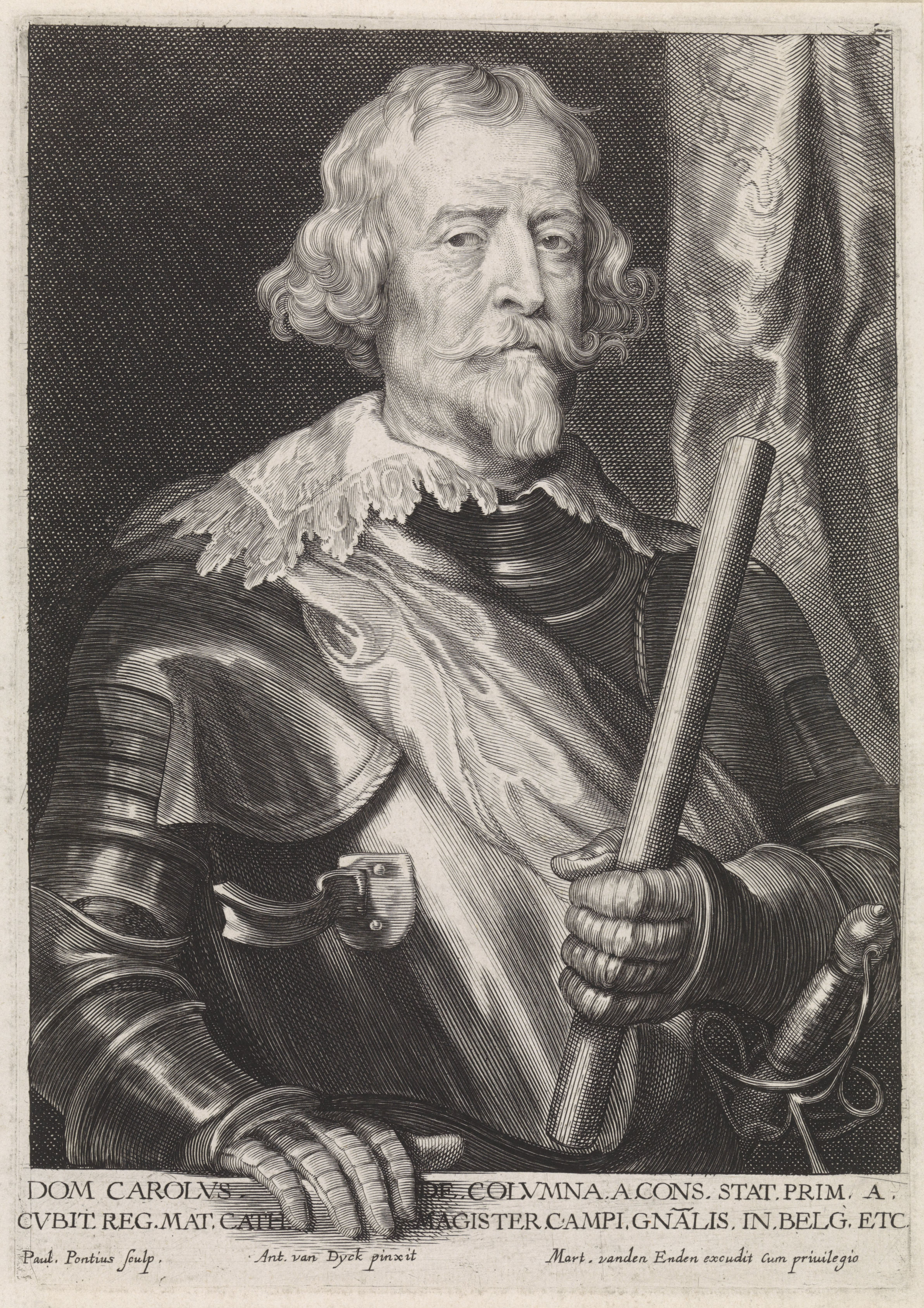
Carlos Coloma de Saa en un retrato de Anton van Dyck.

Coloma llegó con sus tropas a las puertas de la villa el atardecer del día 10 y envió emisarios a sus autoridades diciendo que si se rendían de la obediencia del Emperador serían bien tratadas Ante una respuesta ambigua por parte del burgomaestre que buscaba ganar algo de tiempo para recibir socorro, Coloma ordenó plantar los 4 cañones que traía y avanzó sus tropas hasta el pie de las murallas y la puerta de la ciudad para lanzar el asalto. La guarnición palatina no se atrevió a disparar y los soldados del tercio borgoñón se apoderaron de un revellín de tierra mientras los valones trataban de derribar o prender fuego a la puerta.
Los defensores de Kreuznach, cuyas fuerzas consistían en 3 compañías de infantería y otra de caballería, se decidieron a actuar y dispararon con sus mosquetes desde el castillo que dominaba la villa. Los españoles respondieron abriendo fuego con sus cañones. La guarnición de la ciudad decidió rendirse aceptando las condiciones que Coloma impusiera. A continuación, valones y borgoñones se apoderaron de los caballos y las armas de los soldados palatinos, a quienes Coloma tomó juramento de no luchar nunca más contra el Emperador, así como también al magistrado de la villa. El maestre de campo español dejó de guarnición en Kreuznach dos compañías de borgoñones y una de valones al mando de Monsieur de Misiers.

## Consecuencias
Informado de la toma de Kreuznach el día 10, Spínola prosiguió la marcha con su ejército hacia Alsheim, una de las ciudad principales de la región. Su idea era asegurar una base importante para asegurar sus líneas de suministros. En el transcurso del viaje las tropas palatinas se decidieron a actuar. Uno de sus coronales, Johann Michel von Obentraut, atacó por sorpresa el cuartel de caballería del príncipe de Epinoy, al que hicieron prisionero tras degollar a 25 de sus hombres. Por otra parte, Spínola pudo apoderarse de Oppenheim el día 14 sin excesivas dificultades tras engañar al ejército palatino haciéndole creer que marchaba sobre Worms con una maniobra de distracción.
La ciudad y el castillo estarían en poder español, hasta su toma por las tropas suecas el 4 de marzo de 1632.